# 艾克斯 (科雷兹省)
艾克斯（法語：Aix，法語發音：[ɛks]）是法国科雷兹省的一个市镇，位于该省东北部，属于于塞勒区。

## 地理
艾克斯（45°36'58"N, 2°22'57"E）面积48.02 平方千米，位于法国新阿基坦大区科雷兹省，该省份为法国中南部省份，北起上维埃纳省和克勒兹省，西接多爾多涅省，南至洛特省，东临多姆山省和康塔爾省。
与艾克斯接壤的市镇（或旧市镇、城区）包括：萨尔索讷河畔库菲、库尔泰、埃居朗德、上拉马济耶尔、梅利讷、圣艾蒂安欧克洛、圣弗雷茹、新圣帕尔杜、于塞勒。

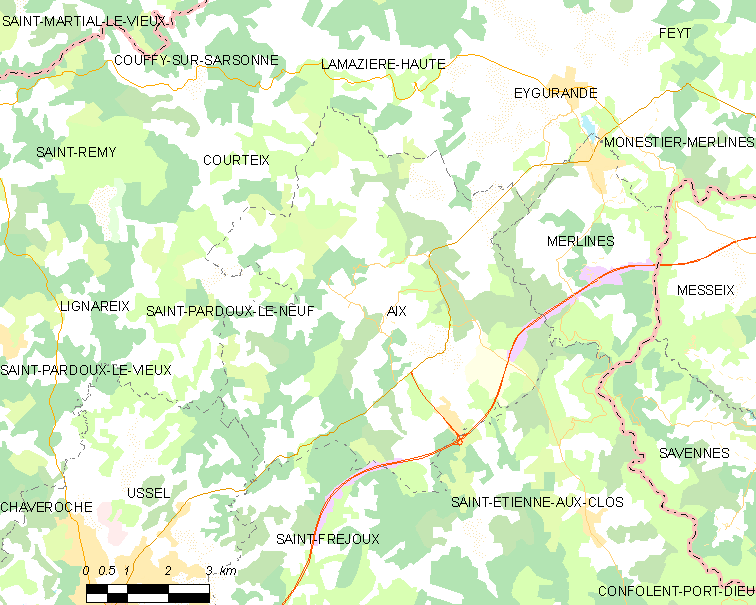
的OSM定位图

艾克斯的时区为UTC+01:00、UTC+02:00（夏令时）。

## 行政
艾克斯的邮政编码为19200，INSEE市镇编码为19002。

## 政治
艾克斯所属的省级选区为于塞勒县。

## 人口

1962-2008年间人口变化图示

艾克斯于2022年1月1日时的人口数量为367人。